# Moniteur-éducateur
Pour les articles homonymes, voir ME.
 (mai 2017).
Le moniteur-éducateur (ME) exerce une profession sociale. Il ou elle exerce sa profession auprès d’enfants, adolescents ou adultes en difficulté, en situation de handicap ou de dépendance. À travers un accompagnement particulier, le moniteur-éducateur aide quotidiennement à instaurer, restaurer ou préserver l’adaptation sociale et l’autonomie de ces personnes. Il participe ainsi à l’action éducative, à l’animation et à l’organisation de vie quotidienne en liaison avec les autres professionnels de l’éducation spécialisée.
Après leur formation, les moniteurs-éducateurs sont des « généralistes du social », car ils peuvent travailler auprès de publics variés, allant des personnes en situation de handicap (enfants et adultes) aux jeunes en foyer, dans la réinsertion de personnes sans domicile, auprès de personnes âgées, auprès de personnes en prison…
En 2008, l'effectif de moniteurs-éducateurs en activité en France est d'environ 22 000 personnes.

## Description du métier
Auprès de personnes handicapées, le travail peut aller du maintien de l’autonomie à l’animation d’activités et de sorties. Le ME peut aussi s’occuper des admissions, c’est-à-dire de recevoir les personnes souhaitant placer une personne handicapée dans un établissement spécialisé. Il est alors chargé de la visite et des explications.

### Lieux de travail
Le moniteur-éducateur exerce sa profession dans un foyer de vie, un établissement ou service d'accompagnement par le travail (ESAT, anciennement CAT), des maisons d'enfants à caractère social (MECS), des instituts médico-éducatifs (IME)…

### Lien avec le métier d'éducateur spécialisé
Les ME et les ES (éducateurs spécialisés) ont des tâches souvent similaires, qui peuvent aller de la vie quotidienne (aide aux devoirs, rendez-vous avec les professeurs, chez le docteur…) au suivi éducatif avec la préparation de synthèses dans le cadre de la référence d’un usager. Le moniteur-éducateur n'est pas tenu de faire de la coordination d'équipe, c'est principalement ce qui le diffère de l'éducateur spécialisé.

## Formation
Le Diplôme d'État de moniteur-éducateur (DEME, anciennement CAFME) permet d'obtenir un diplôme d'État de moniteur-éducateur en école spécialisée dans les formations de travailleurs sociaux. Ce diplôme d'État est reconnu niveau IV.

### Admission

#### Diplômes nécessaires
Aucun diplôme n'est nécessaire pour être admis en formation de ME, mais il faut dans ce cas obtenir la moyenne à un écrit de sélection avant un éventuel oral.

#### Dossier
Un curriculum vitæ et une lettre de motivation de une à six pages sont demandés aux candidats. Ces documents serviront de support à l’oral.

#### Écrit
Selon le lieu de l'épreuve, le sujet est varié souvent en rapport avec l’actualité ou sur les motivations sous forme de dissertation, commentaire, synthèse. Et selon le lieu du concours, il est souvent associé a un QCM ou un test psychotechnique.

#### Oral
Si un candidat possède un Bac ou un BEP sanitaire et social, il est dispensé de la seconde partie de l'écrit et, s'il passe la première partie, n'a qu'à passer les oraux. Ces derniers durent chacun environ 45 minutes (un entretien avec un professionnel et un avec un psychologue). Il peut y avoir à la place d'un des deux, un oral de groupe, elle est évaluée par deux professionnels, le plus souvent un éducateur et un cadre socio-éducatif ou un psychologue.

#### Sélection
Les personnes ayant obtenu les meilleures notes à l'examen peuvent entreprendre la formation de ME.

### Stages
La formation de ME dure 2 ans. Durant celle-ci, dans certaines écoles de formation, les étudiants, qui ont un statut de stagiaire professionnel, doivent effectuer 2 stages : 
- un stage de 16 semaines dit « de découverte » en première année ;
- un stage de 16 semaines dit « à responsabilité » la deuxième année, pouvant aller jusqu'au double selon la politique de l'école, le minimum valable pour obtention de ce diplôme est de 28 semaines effectives.

Un de ses stages doit obligatoirement s'effectuer dans un établissement accueillant des personnes en situations d'hébergement.
Les 2 stages doivent également se faire dans 2 champs différents (handicap, exclusion, aide Sociale à l'enfance), du moins si ce n'est pas obligatoire, ceci est fortement conseillé.
Dans le cas d'un élève en situation d'emploi ou en contrat d'apprentissage, seulement huit semaines de stage (hors employeur) sont obligatoire, et dans un champ différent de leur emploi.

### Cours
Durant la formation, l'élève reçoit des cours qui sont répartis en quatre domaines de compétence.
Avant les réformes de juin 2007, les cours étaient divisés en domaines de formation, eux-mêmes découpés en domaines de compétence. Il y a quatre domaines de formation, et chacun s'appuie sur un thème particulier (maltraitance, processus de développement…). Il travaille aussi sur les différents handicaps, et les différents publics auprès desquels il est susceptible de travailler.
Une technique éducative est également à choisir parmi le théâtre, la photo, la musique, ou encore la vannerie, la poterie… Cette option se perd et de moins en moins d'écoles la pratiquent.

### Rendus
Plusieurs travaux sont à effectuer :
- deux Notes de stage de cinq pages chacune (une note par année)
- un projet d'activité à mettre en application lors du second stage
- une note de réflexion de 15 pages portant sur le second stage avec bibliographie et sources
- un dossier thématique de 20 pages, avec bibliographie et sources fondées sur trois champs disciplinaires au choix (type sociologie, anthropologie, psychanalyse…)
- une composition sur le cadre institutionnel et la position du moniteur-éducateur de dix pages portant réflexion sur les lois cadres du lieu de stage ainsi que la pratique du métier au sein de la structure.

De manière générale, tous ces travaux, sauf le premier rapport de stage, sont à effectuer en seconde année, pendant le stage long. Cependant, cette organisation peut varier selon les écoles : chez certaines, les écrits sont étalés sur les deux ans.
Ainsi, la quantité de travail augmente énormément entre la première et la seconde année.

### Examen final
L’examen final se compose d'écrits et d'oraux qui sont notés sur 20.